# 六方二十面体
六方二十面体（ろっぽうにじゅうめんたい、英: hexakis icosahedron）、または二重二方三十面体（にじゅうにほうさんじゅうめんたい、英: disdyakis triacontahedron）とは、カタランの立体の一種で、斜方切頂二十・十二面体の双対多面体である。正二十面体または正十二面体の各面と各辺の中心を持ち上げ、三角形に分けたような形をしている。菱形三十面体の各面の中心を持ち上げたような形にもなっているが、正確ではない。

## 性質
- 構成面となる三角形の形状
  - 角度 約58.2379°, 約88.9918°, 約32.7703°
  - 辺の比率 1:{\displaystyle {\begin{matrix}{\frac {9+3{\sqrt {5}}\ }{10}}\end{matrix}}}:{\displaystyle {\begin{matrix}{\frac {7+{\sqrt {5}}\ }{5}}\end{matrix}}}
- カタランの立体の中で最大の辺の数と面の数を持つ（頂点の数での最大は五角六十面体となっている）

## 近縁な立体

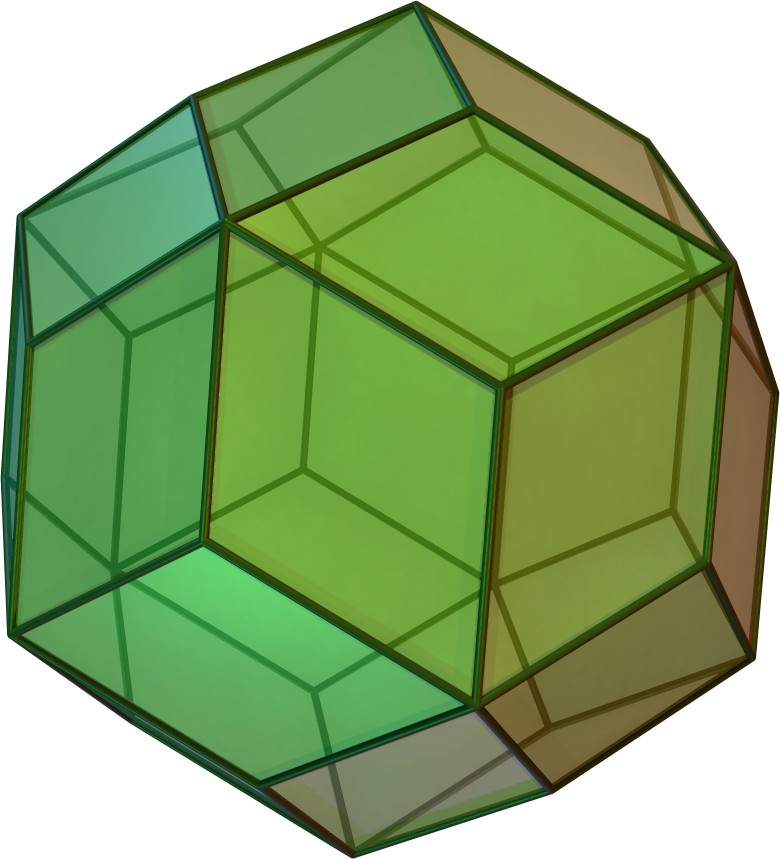
菱形三十面体 （ベースの形）
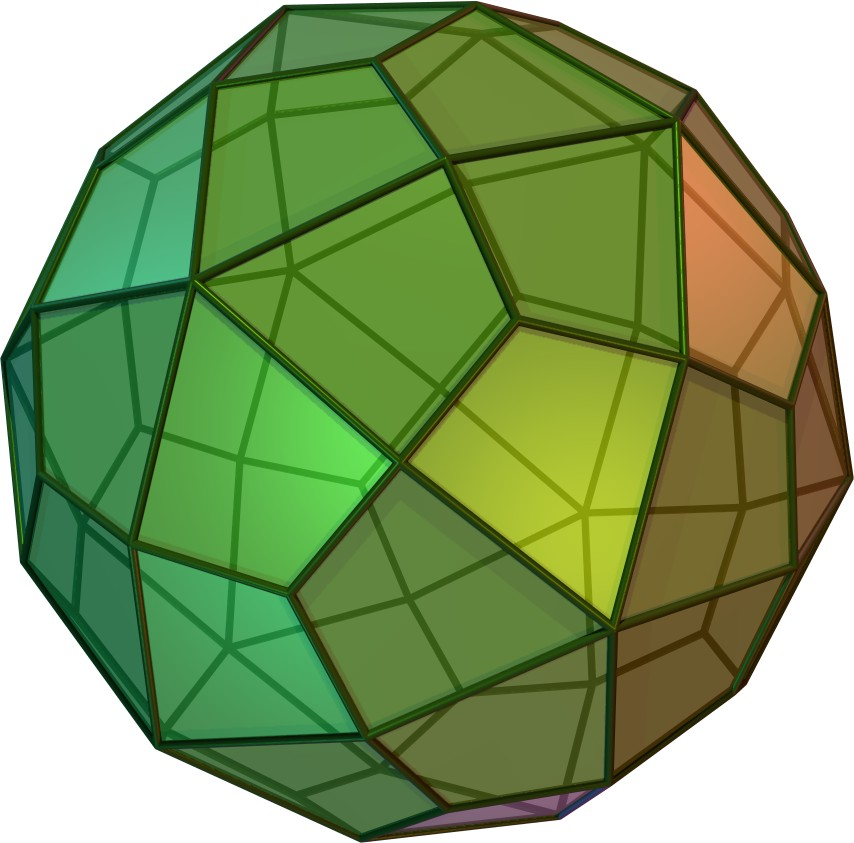
凧形六十面体 （もう少し高く持ち上げる）
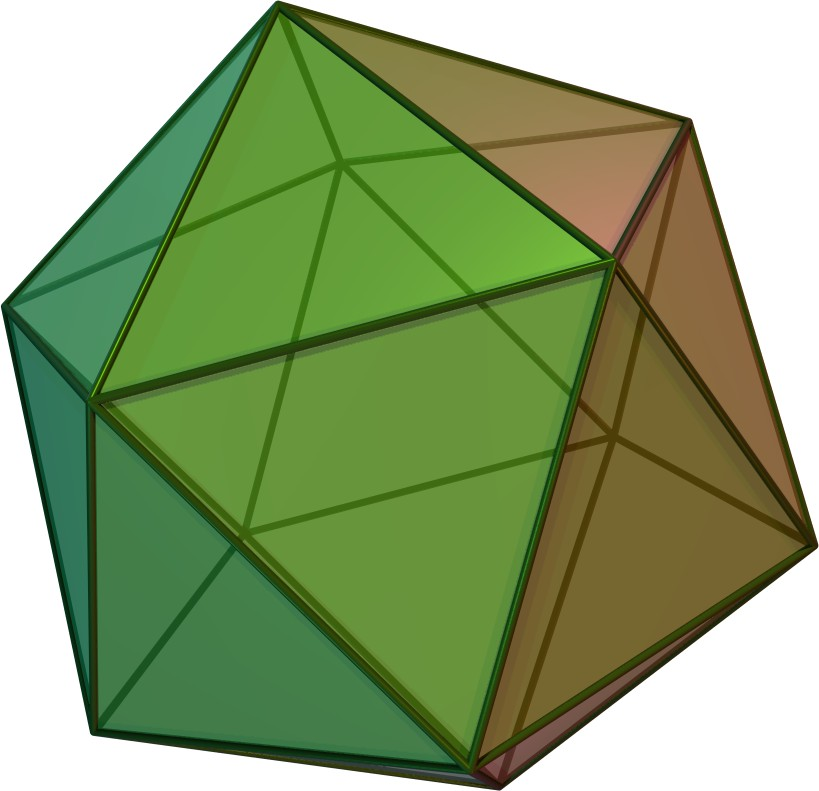
正二十面体 （ベースの形2-1）
正十二面体 （ベースの形2-2）
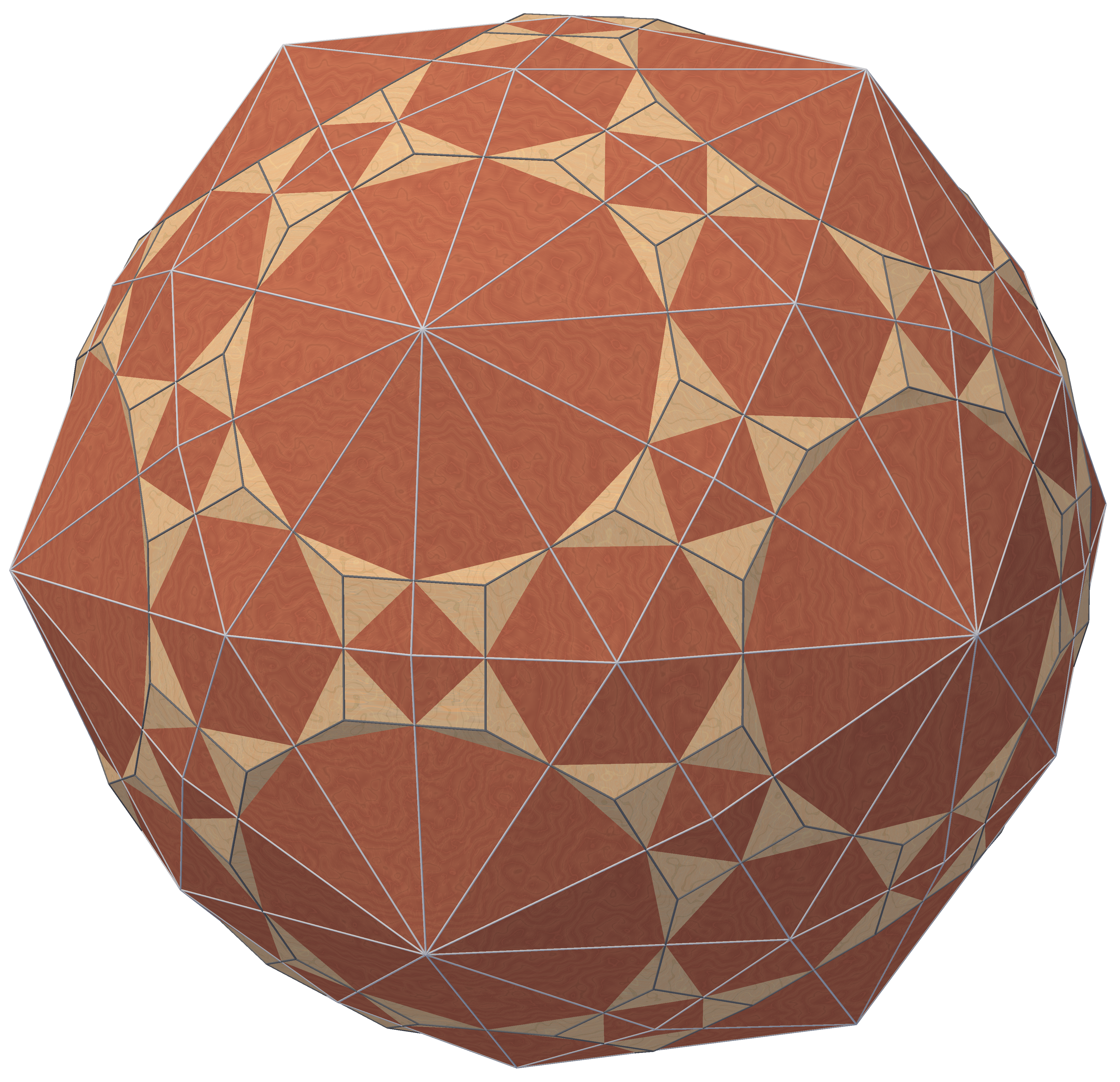
斜方切頂二十・十二面体と六方二十面体による複合多面体